# Лусена-дель-Сід
Лусена-дель-Сід, Льюсена (ісп. Lucena del Cid (офіційна назва), валенс. Llucena) — муніципалітет в Іспанії, у складі автономної спільноти Валенсія, у провінції Кастельйон. Населення — 1532 особи (2010).

## Географія
Муніципалітет розташований на відстані близько 290 км на схід від Мадрида, 26 км на північний захід від міста Кастельйон-де-ла-Плана.
На території муніципалітету розташовані такі населені пункти: (дані про населення за 2010 рік)
- Лусена-дель-Сід: 1521 особа
- Масія-де-Фабра-Льйома: 1 особа
- Масія-де-ла-Коста: 0 осіб
- Масія-де-ла-Парра: 3 особи
- Масія-де-Мольйон: 6 осіб
- Масія-дель-Моро: 1 особа

## Демографія
Динаміка населення (INE ):

## Галерея зображень

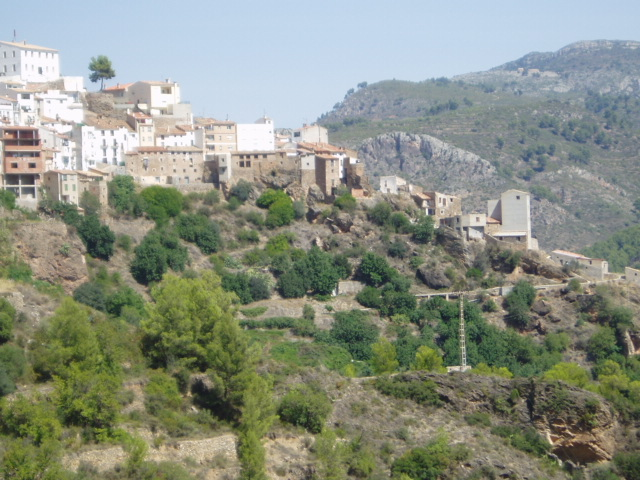
Лусена-дель-Сід